# Hans Hedlund

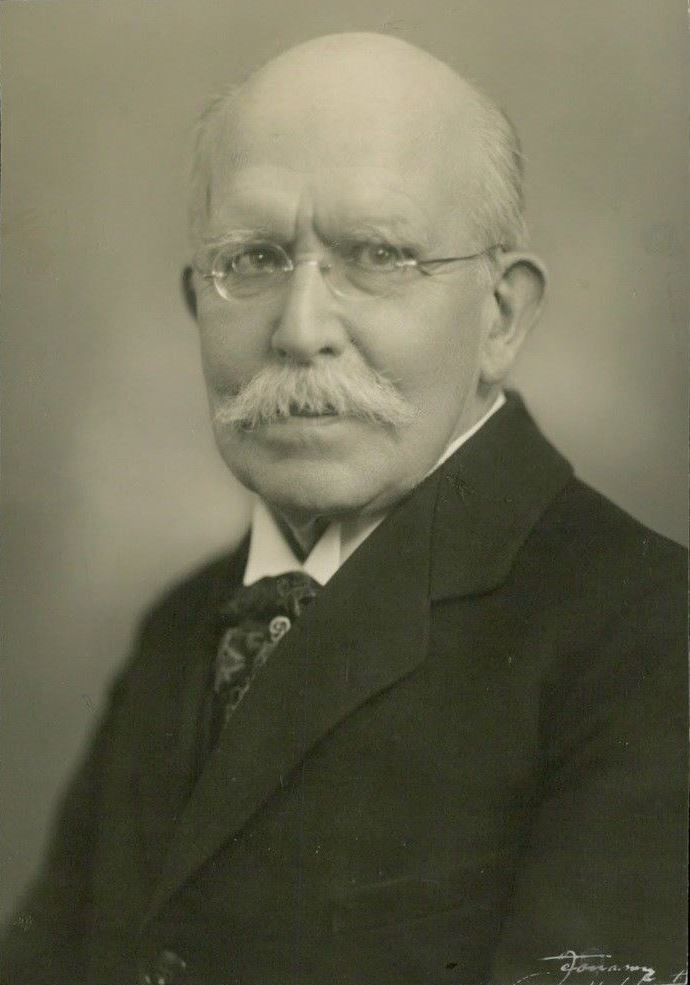
Hans Hedlund (1930).

Hans Fredrik Hedlund, född den 27 april 1855 i Ekerö socken i Stockholms län, död den 8 november 1931 i Göteborgs Vasa församling, Göteborg, var en svensk arkitekt.
Hedlund var bror till politikern Henrik Hedlund och brorson till tidningsmannen Sven Adolf Hedlund vars dotter Maria (Mia) han gifte sig med. Han var far till arkitekten Björner Hedlund.

## Liv och verk
Hedlund studerade vid Chalmersska slöjdskolan i Göteborg 1871–1875, med fortsatta studier vid Kungliga akademien för de fria konsterna i Stockholm 1875–1879. Efter examen och ett par års anställning hos stadsarkitekten Victor von Gegerfelt arbetade han som självständig arkitekt i Göteborg 1880. Han blev lärare i Allmän byggnadslära och Husbyggnadskonst samt Ornamentsritning vid Chalmers 1886, lektor 1899 och professor 1911. Detta var då Chalmers första professur i ämnet. Efter pensioneringen 1921 fortsatte han att arbeta vid Chalmers som tillförordnad professor till 1923.
Hedlunds första uppdrag 1878 var att åstadkomma husritningar för villor till det så kallade Tjänstemannakvarteret i Göteborg. Till hans mer kända arbeten hör Göteborgs realläroverk 1887, Saluhallen på Kungstorget 1889 (tillsammans med Victor Adler och Johan Gustaf Richert), farbroderns villa på Vasagatan 11 (tillsammans med Yngve Rasmussen), den så kallade Apteatern också känt som Tomtehuset, 1890, ombyggt 1920 och byggnadsminne 1982, dåvarande Göteborgs stadsbibliotek 1900 och Amerikaskjulet 1912. Han samarbetade ett flertal gånger med arkitekten Yngve Rasmussen; ritningarna för Tomtehuset, försäkringsbolaget Sveas hus och gravkapellet över John Ericsson (på Filipstads nya kyrkogård).
Under sin livstid företog han studieresor till flera länder i Europa och till Amerika 1893 där han kom i kontakt med Henry Hobson Richardsons arkitektur, med dess massiva murar i grovhuggen sten brutna av rundbågiga portaler och fönsteröppningar, vilket influerat många av hans byggnader. Enligt stadshistorikern Maja Kjellin kan han ses som 1900-talets förste ledande arkitekt i Göteborg och en av Sveriges förnämsta jugendarkitekter.
Hans Hedlund är begravd på Östra kyrkogården i Göteborg.

## Bilder av några verk i Göteborg

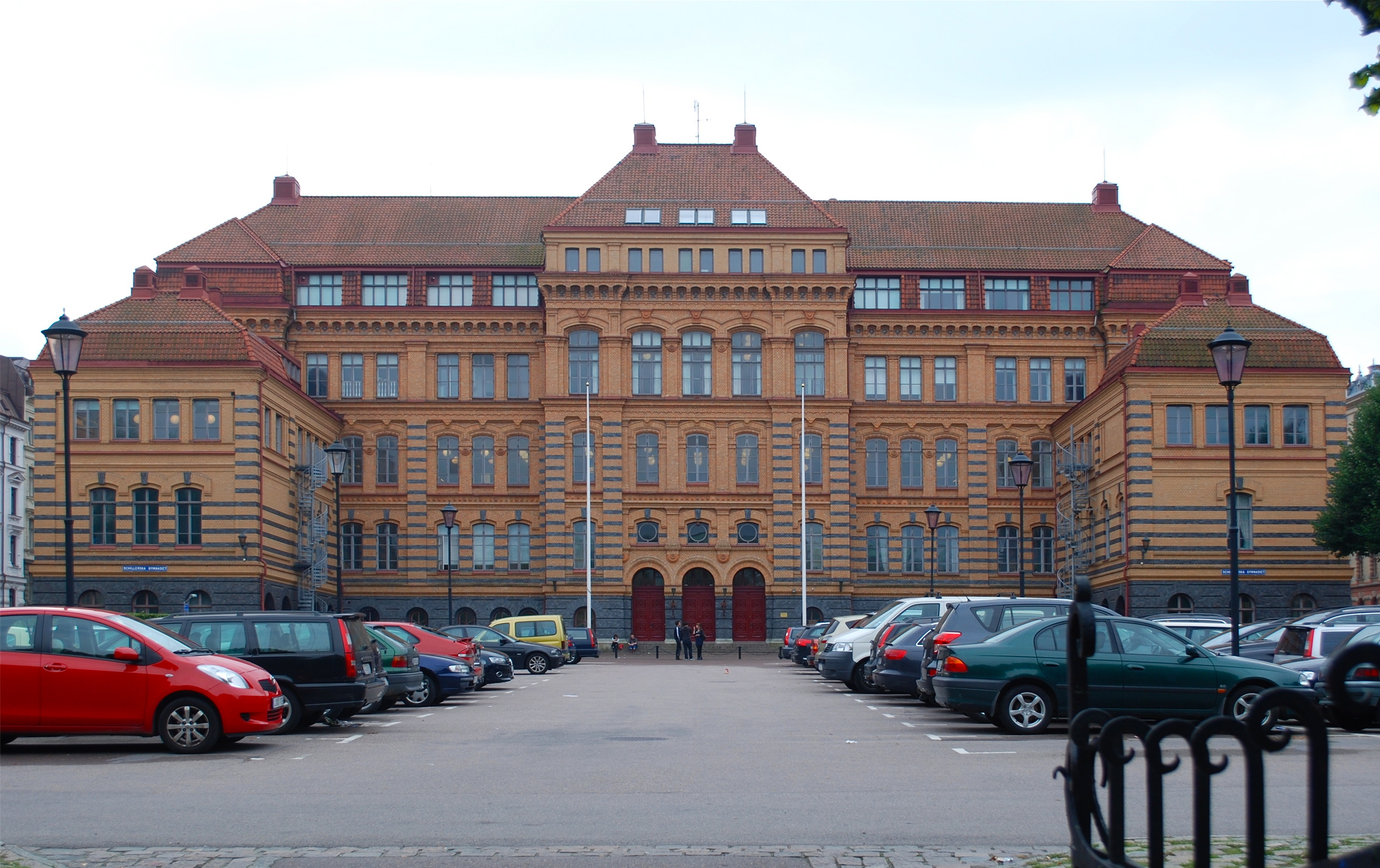
Schillerska gymnasiet
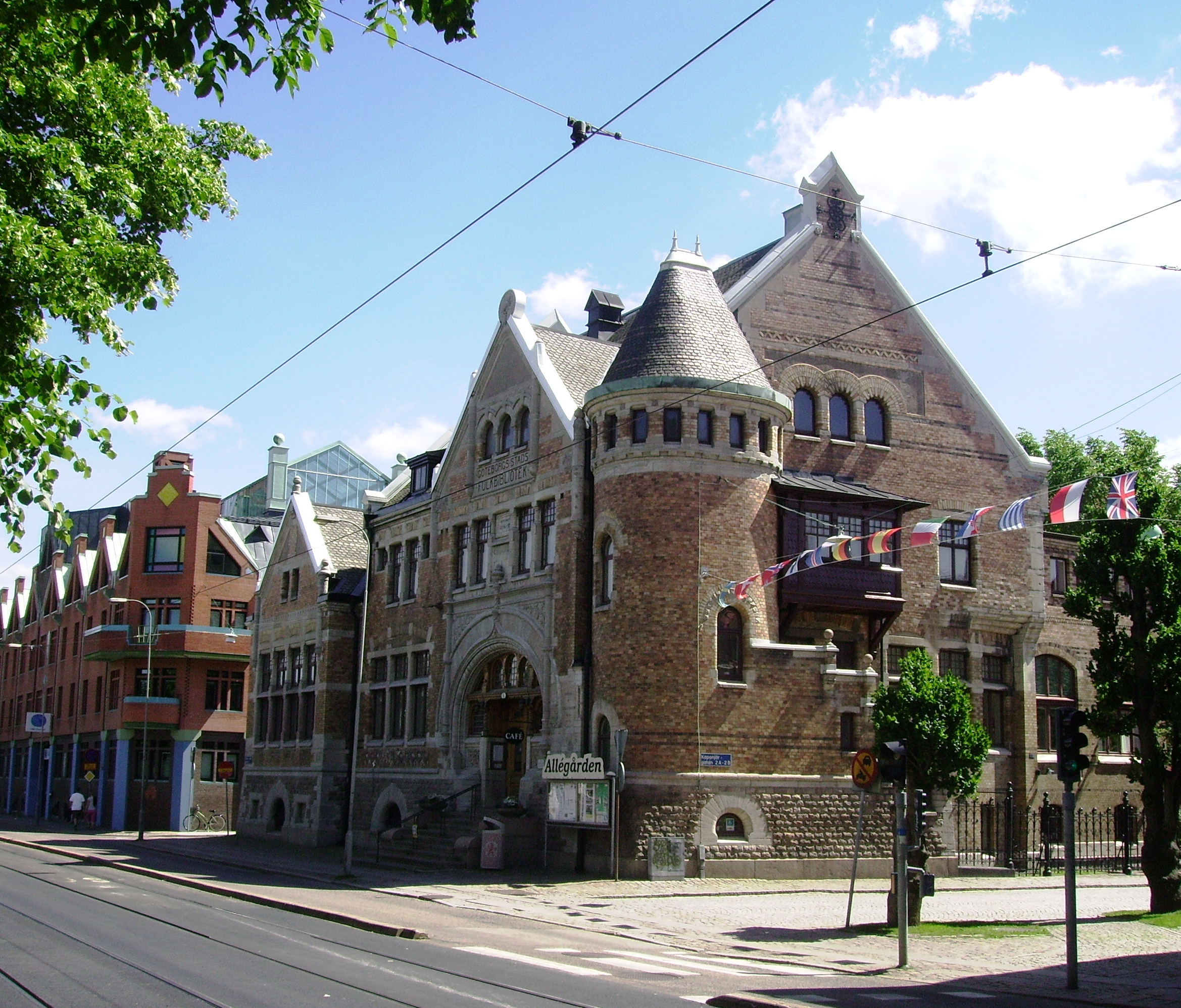
Dicksonska folkbiblioteket
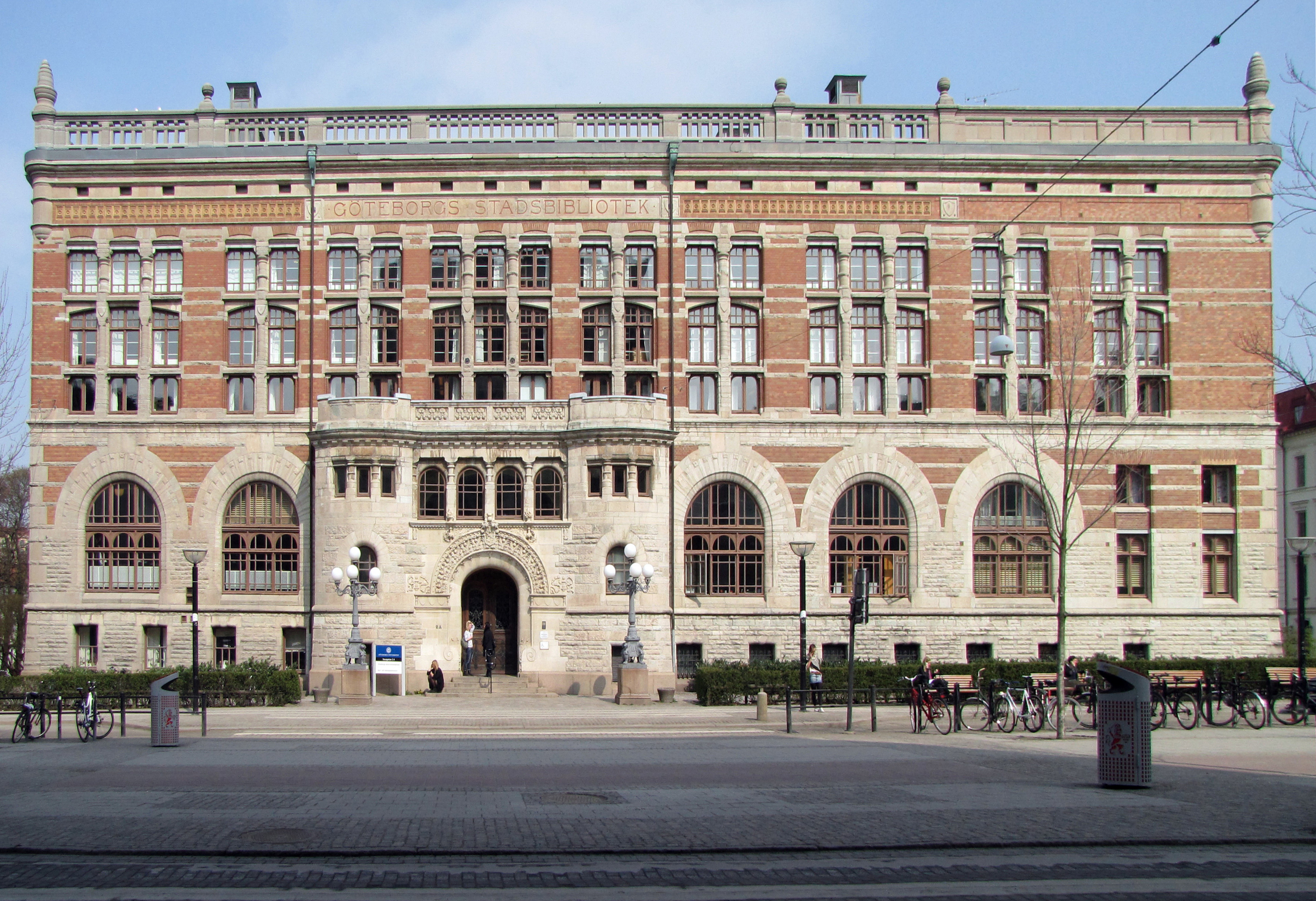
Samhällsvetenskapliga biblioteket, f.d. Stadsbiblioteket
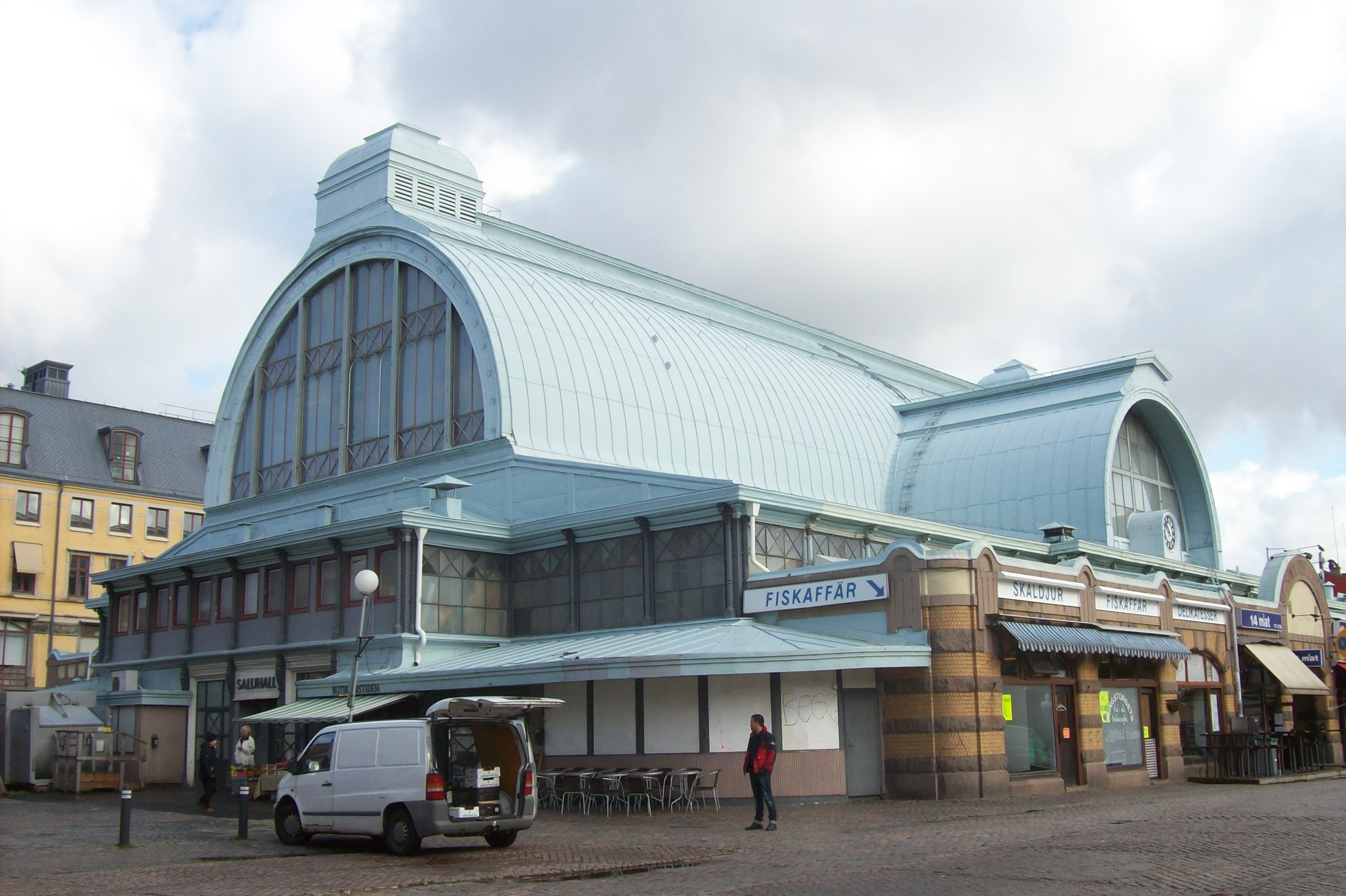
Stora Saluhallen
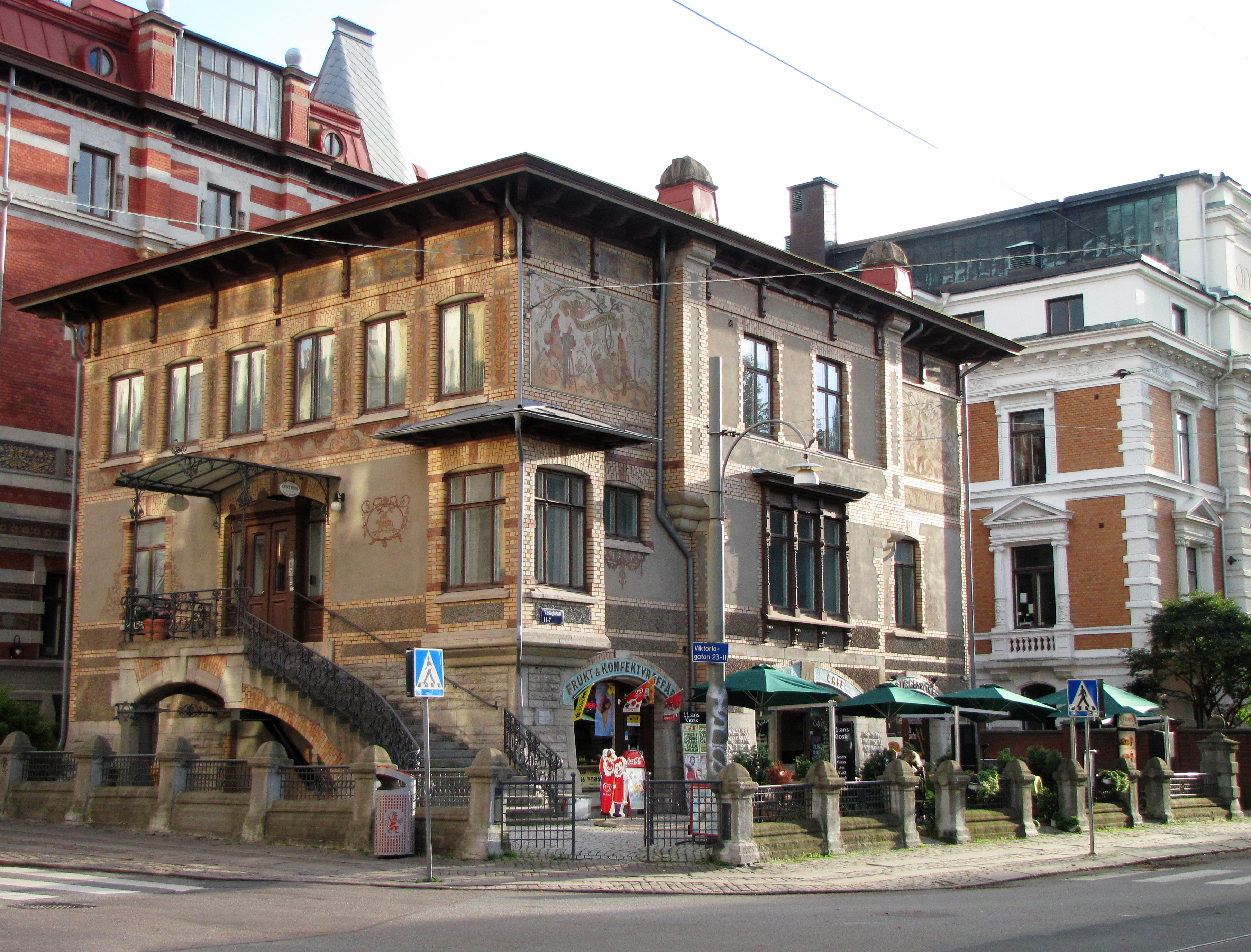
Tomtehuset på Viktoriagatan i Göteborg ritade Hedlund tillsammans med Yngve Rasmussen på uppdrag av farbrodern Sven Adolf Hedlund
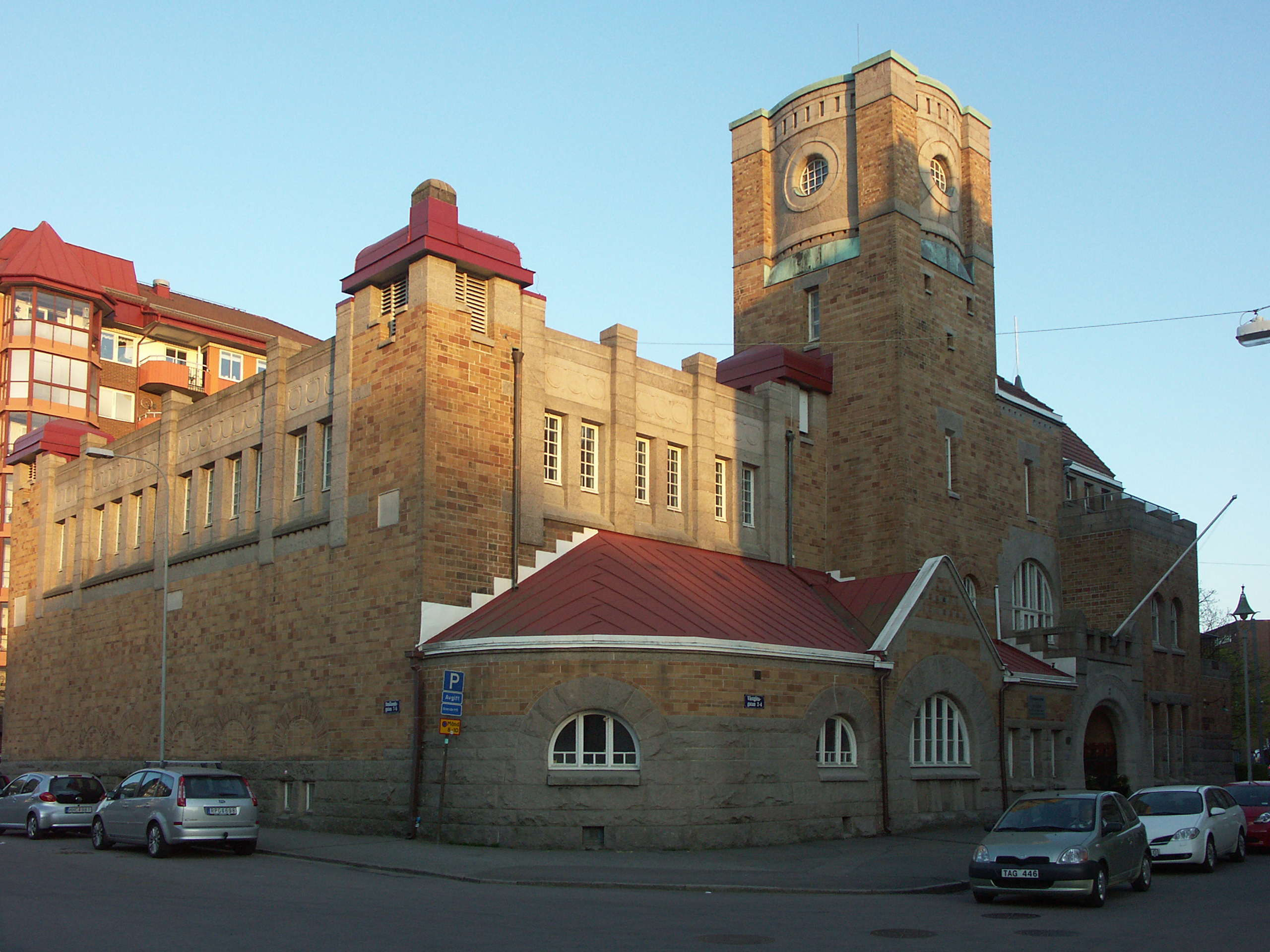
Göteborgs gas- och elektricitetsverk, nuvarande Elyseum
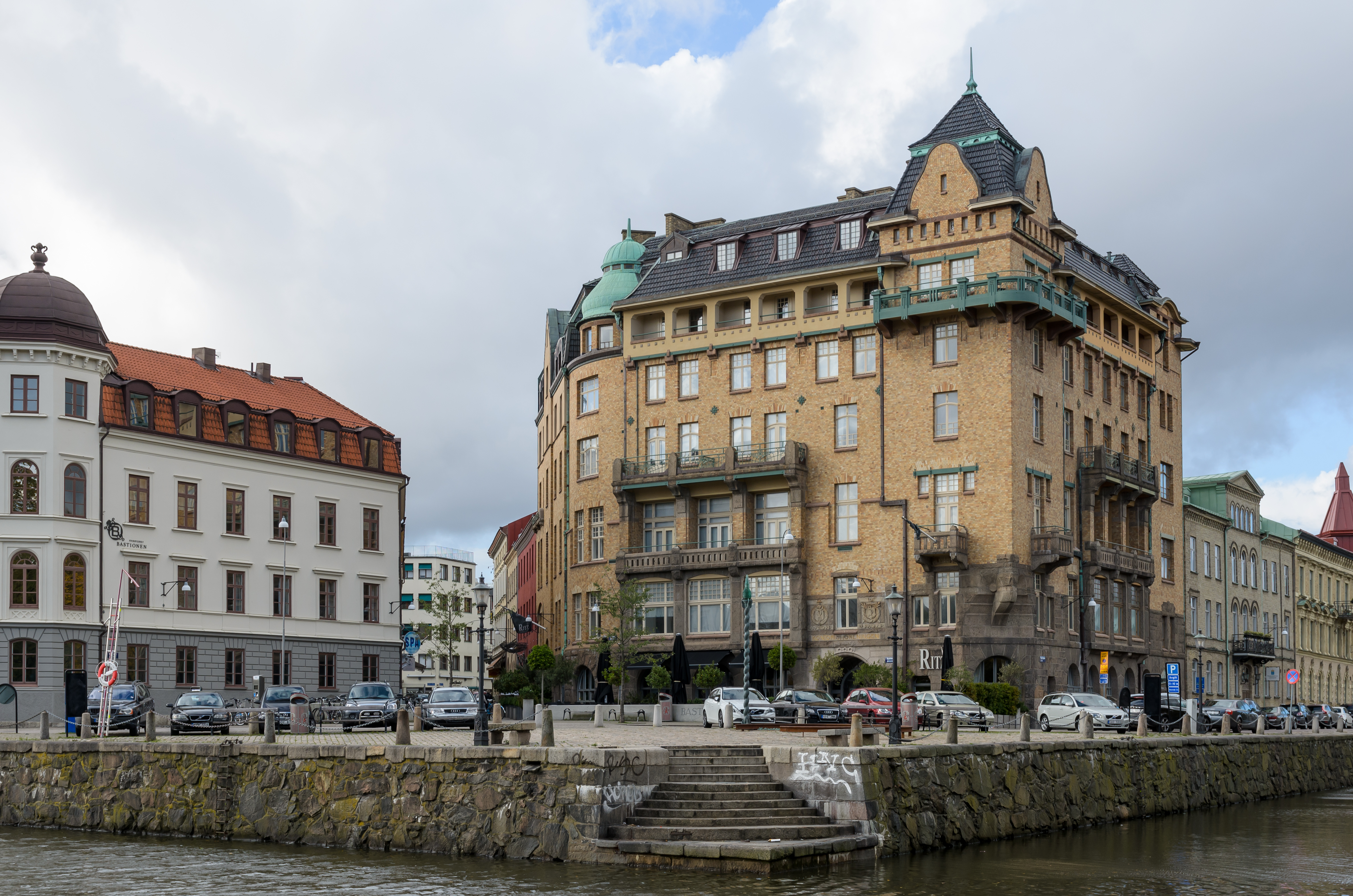
Kontoristföreningens hus
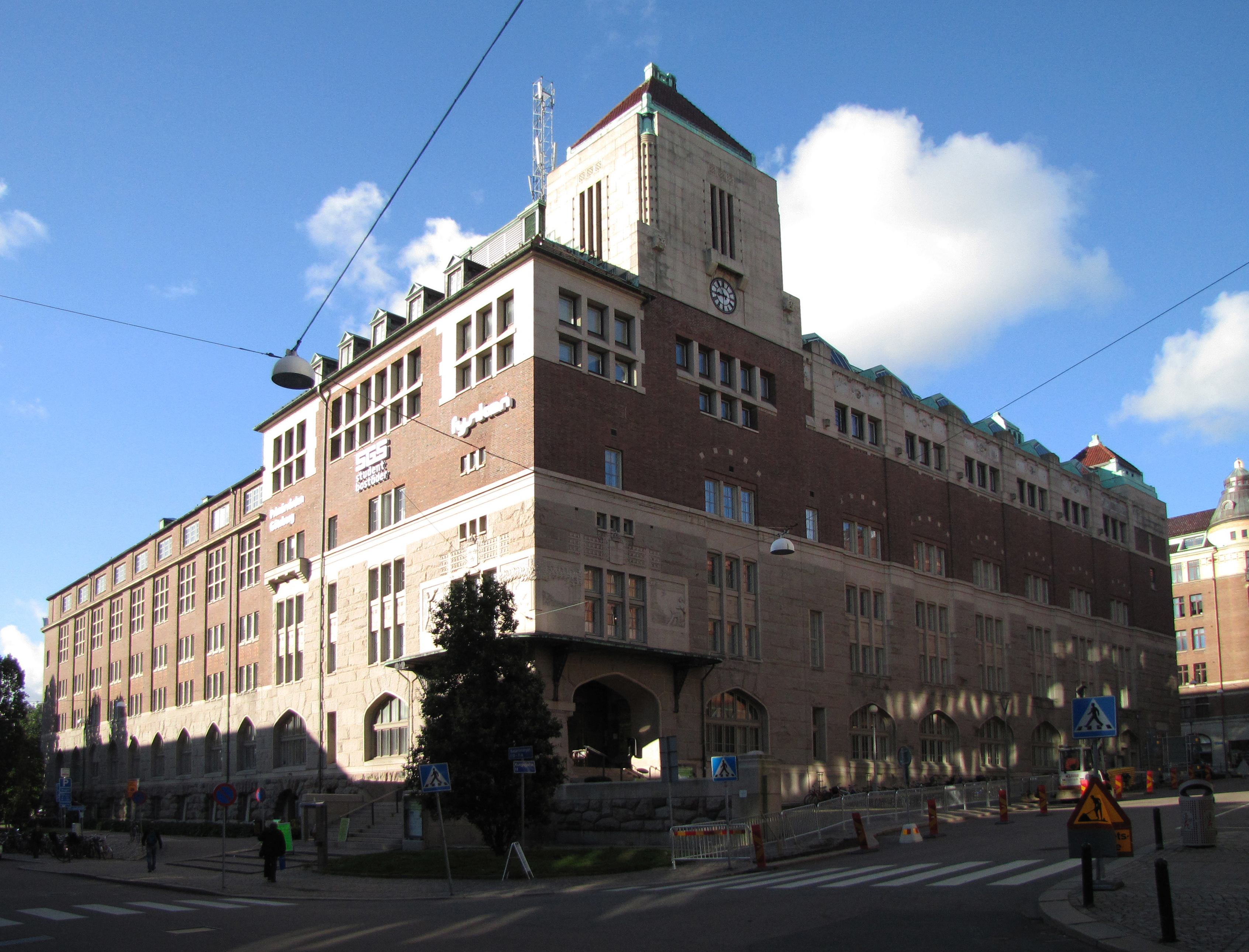
Televerkets hus i Göteborg

## Byggnader

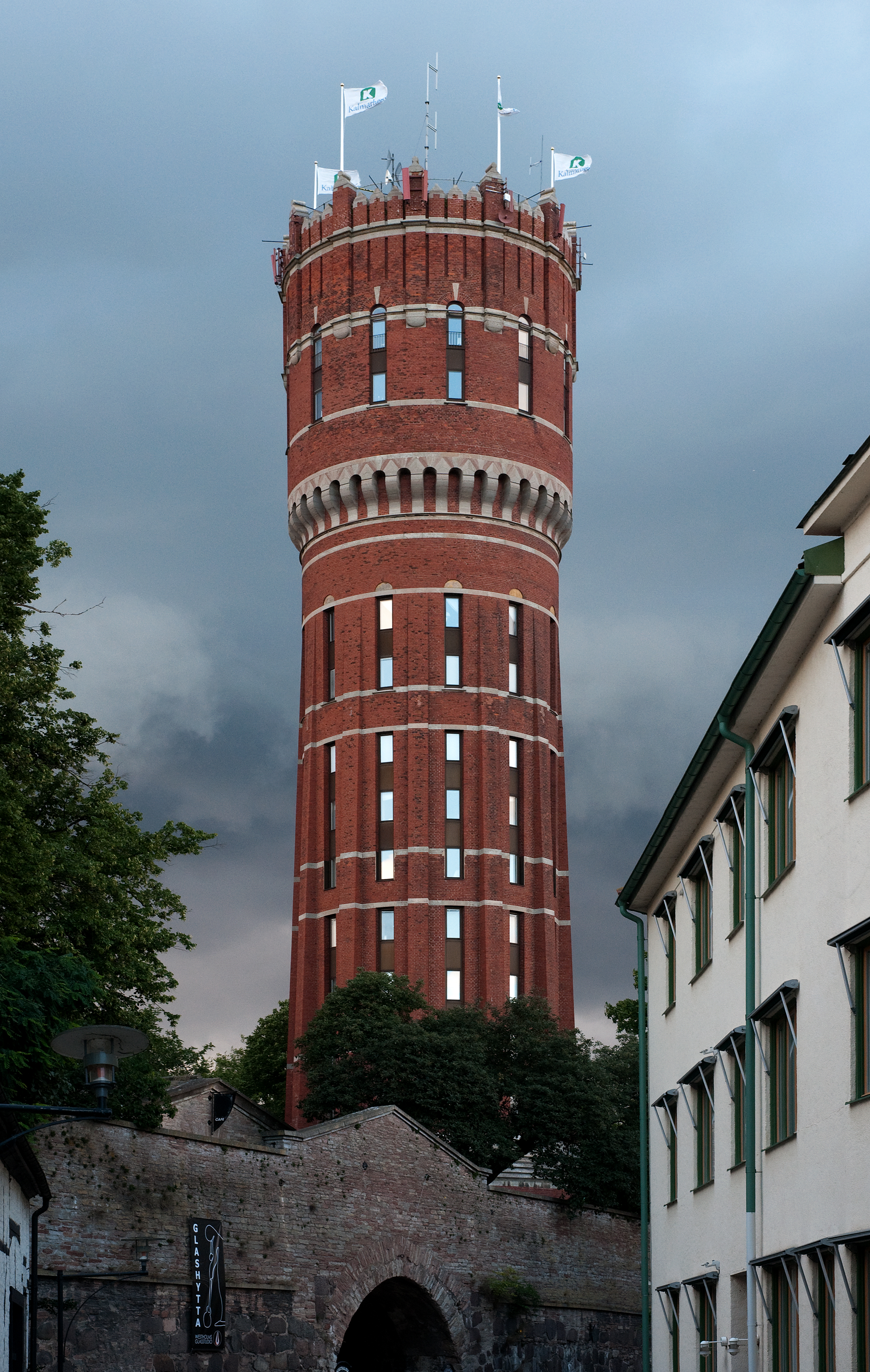
Kalmar gamla vattentorn

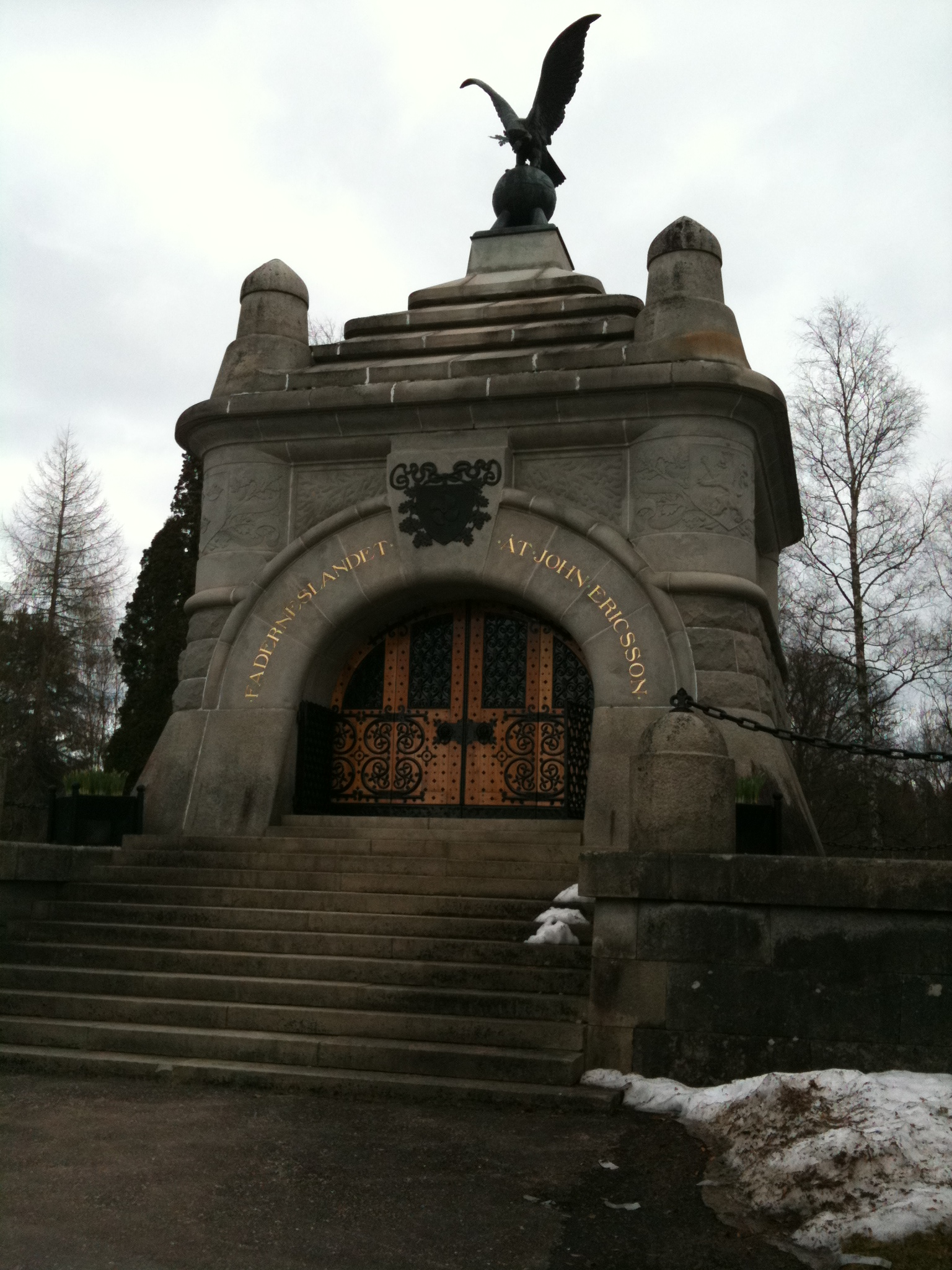
John Ericssons mausoleum

- Villa Solbacken, uppförd av S A Hedlund åt dottern Mia vid Slätta Damm i Bjurslätt på Hisingen, 1881 (rivet 1957)
- Fruntimmersföreningens flickskola, vid Chalmersgatan 7, 1882, ombyggd 1908
- S A Hedlunds hus, vid Vasagatan 46, 1882.
- Realläroverket, vid Vasagatan 19, 1886. Om- och påbyggt 1911 (numera Schillerska gymnasiet)
- Mölndals Nedre station, 1887 (riven 1977)
- Gerlachska huset, Varberg, 1887–1891, tillsammans med Yngve Rasmussen, (revs 1977).
- Tingshuset, vid Södra Vägen 25, 1888, (senare Mölndals tingsrätt).
- Fjällskolan, vid Fjällgatan 40,  1889
- Saluhallen, Göteborg, 1888–1889
- Krematoriet, vid Östra kyrkogården, 1890 (revs 1955)
- Tomtehuset, vid Vasagatan 11, 1890.
- Hotell Kung Karl, vid Nils Ericsonsgatan 23, 1896.
- Dicksonska folkbiblioteket, vid Södra Allégatan 4 i Haga, 1897
- Arbetarbostäder i kvarteret Majoren för Robert Dicksons stiftelse, Göteborg, 1899
- Bostadshus för SJ:s Änke- och pupillkassa, Kvarteret Vaktposten, Kommendantsängen i Göteborg, 1899–1901
- Stadsbiblioteket, vid Haga Kyrkoplan, 1900. Tillbyggt 1926 av Björner Hedlund. (numera Samhällsvetenskapliga biblioteket)
- Kalmar gamla vattentorn, 1900
- Tjolöholms kyrka, 1901
- Toppsockerfabriken, Klippan, Göteborg, 1901
- Jonsereds kraftverk vid Jonsereds Fabrikers AB, 1901–1903
- Göteborgs sjukhem, 1903
- Arbetarbostäder i kvarteret Löjtnanten för Robert Dicksons stiftelse, Göteborg, 1904
- Slöjdföreningens skola, 1904, (numera HDK).
- Handelstidningens hus, Köpmansgatan 12 i Göteborg, 1904.
- Kontoristföreningens hus, 1908
- Elyseum, 1908
- Göteborgs Arbetareförenings hus vid Järntorget, 1909
- Arbetshus och portvaktsstuga vid Gibraltar Fattigvårds- och Försörjningsanstalt, 1911
- Hemtrevnad vid Föreningsgatan 32, tillsammans med Björner Hedlund, Göteborg, 1911–1913
- Amerikaskjulet, tillsammans med Björner Hedlund, Göteborg, 1912
- Telegrafverket, Kaserntorget, tillsammans med Björner Hedlund, Göteborg, 1912
- Pumphus, Barlastgatan, tillsammans med Björner Hedlund, Göteborg, 1912
- Affärshus, Kinesiska muren på Skeppsbron 4, tillsammans med Björner Hedlund, Göteborg 1915.

## Gravmonument
- John Ericsson, tillsammans med Yngve Rasmusen, Filipstad, 1895
- Viktor Rydberg, Göteborg
- August Röhss, Göteborg, 1904